# Idiops fryi
Idiops fryi là một loài nhện trong họ Idiopidae.
Loài này thuộc chi Idiops. Idiops fryi được William Frederick Purcell miêu tả năm 1903.